# Jiří Pernes
Pour les articles homonymes, voir Pernes.
Jiří Pernes, né le 4 juillet 1948 à Svitavy (Tchécoslovaquie) et mort le 21 mai 2025, est un historien et militant politique tchécoslovaque puis tchèque.

## Biographie
Entre 1984 et 1990, Jiří Pernes est directeur du Musée historique de Slavkov u Brna (Austerlitz), puis de 1990 à 1992 du Musée de Moravie à Brno. En 2011, il assure pendant quelques mois la direction de l'Institut pour l'étude des régimes totalitaires (cs), qu'il est obligé de quitter pour répondre à des accusations de plagiat à son encontre, finalement levées par l'Académie tchèque des sciences.
Jiří Pernes est chargé de cours à l'Université Masaryk de Brno et à l'Université Jan Evangelista Purkyně (cs) d'Ústí nad Labem.
Il travaille à l'Institut d'histoire contemporaine (cs) de l'Académie tchèque des sciences à Brno.
Il est l'auteur de nombreux livres et articles sur l'histoire de la Moravie, des pays tchèques et de la Tchécoslovaquie aux XIXe et XXe siècles.
Engagé dans la vie politique, il a été candidat au Sénat lors des législatives en 1996 dans le cadre de l'Alliance civique démocratique ; il est aujourd'hui un des acteurs de la vie communautaire morave, candidat régulier depuis 2008 aux diverses élections sous l'étiquette du parti régionaliste Moravané (dont il a été le leader pour la Moravie-du-Sud) avec pour les élections sénatoriales de 2016 une alliance avec le Parti démocratique civique.

## Publications (sélection)
- Spiklenci proti Jeho Veličenstvu aneb Historie tzv. spiknutí Omladiny v Čechách, Prague 1988
- Život plný nepřátel aneb Život a smrt Františka Ferdinanda d'Este, Prague 1995
- Habsburkové bez trůnu, Prague 1995
- Pod moravskou orlicí aneb Dějiny moravanství, Brno 1996
- Maxmilián I. Mexický císař z rodu Habsburků, Prague 1997
- Až na dno zrady. Emanuel Moravec, Prague 1997
- Pod Habsburským orlem. České země a Rakousko-Uhersko na přelomu 19. a 20. století, Prague 2001, 2006
- Takoví nám vládli. Komunističtí prezidenti Československa a doba, v níž žili, Prague 2003
- František Josef I. Nikdy nekorunovaný český král, Prague 2005
- Komunistky. S fanatismem v srdci, Prague 2006
- Krize komunistického režimu v Československu v 50. letech 20. století, Brno 2008
- Alexej Čepička: šedá eminence rudého režimu (2008, avec Jaroslav Pospíšil (cs) et Antonín Lukáš)